# Kurt Bergström
Kurt Johan Bergström (Lidingö, 23 luglio 1891 – Jönköping, 30 novembre 1955) è stato un velista svedese, vincitore della medaglia d'argento ai Giochi olimpici di Stoccolma 1912 nella classe 12 metri a bordo dell'imbarcazione chiamata Ema Signe.
Sulla stessa imbarcazione era presente anche il fratello Dick.

## Palmarès
- Giochi olimpici

Stoccolma 1912: argento nei 12 metri.